# Ercüment Olgundeniz
Ercüment Olgundeniz (né le 7 juillet 1976 à Izmir) est un athlète turc, spécialiste du lancer du disque et occasionnellement du poids.

## Biographie
Son meilleur lancer, de 64,34 m, datait de 2007, qu'il a battu à Bursa le 3 août 2008, avec 64,70 m, puis en 2011 avec 66,89 m.
Son meilleur lancer du poids est de 18,60 m (2009).
Il remporte la médaille de bronze aux Jeux méditerranéens 2005 et celles d'argent aux Jeux méditerranéens 2009 et à ceux de 2013.
Le 19 mars 2011, il remporte la compétition du disque de la Coupe d'Europe hivernale des lancers avec un jet à 63,31 m (meilleur résultat de la saison). L'année suivante, il ne termine que deuxième de cette Coupe d'Europe hivernale des lancers se déroulant cette fois-ci à Bar.
Le 27 mai 2012, il porte le record national à 67,50 m, lors des championnats de clubs européens à Vila Real de Santo António.

## Palmarès
| Date | Compétition         | Lieu    | Résultat | Marque  |
| ---- | ------------------- | ------- | -------- | ------- |
| 2009 | Jeux méditerranéens | Pescara | 2e       | 63,48 m |
| 2013 | Jeux méditerranéens | Mersin  | 2e       | 61,46 m |